# Уманець Дмитро Іларіонович
 Дмитро Іларіонович Уманець (4 жовтня 1948, Мала Севастянівка, Черкаська область) — український військовий діяч. Генерал-лейтенант. Головний інспектор військ ППО Головної інспекції МО України. Кандидат військових наук.

## Біографія
Народився 4 жовтня 1948, Мала Севастянівка, Христинівського району на Черкащині.
Закінчив Житомирське Червонопрапорне зенітно-артилерійське училище.
Головний інспектор військ ППО Головної інспекції МО України. Заступник головного інспектора Міністерства оборони України. Радник Першого Віце-прем'єр-міністра України. Заступник генерального директора компанії «Аеротехніка».